# フラクタリスト
株式会社フラクタリスト（英: Fractalist inc.）は、東京都港区に本社を置きモバイル関連事業を行う企業であった。

## 概要
ngi group株式会社の連結子会社でモバイルメディアでのマーケティング活動支援やモバイルSEOなどのモバイルマーケティング事業のほか、モバイルアフィリエイトサービスの「BYPASS（バイパス）」や「ShareFii（シェアフィー）」、モバイルアドネットワークサービスの「AD-STA（アドスタ）」などの運営も行っていた。
2010年（平成22年）12月29日には親会社であるngi group株式会社（現：ユナイテッド株式会社）に吸収合併され解散した。

## 沿革
- 1999年（平成11年）9月 - 有限会社グローバルプロジェクトデザインジャパンを創業。
- 2000年（平成12年）6月30日 - 株式会社に組織変更し、「株式会社フラクタルコミュニケーションズ」に商号を変更。
- 2003年（平成15年）6月 - 「株式会社フラクタリスト」に商号を変更。
- 2006年（平成18年）10月11日 - 名証セントレックスに株式を上場。
- 2007年（平成19年）6月 - プライバシーマークを取得。
- 2007年（平成19年）12月 - 株式会社フラクタリストを存続会社としngi mobile株式会社を吸収合併。ngi group株式会社（現：ユナイテッド株式会社）の連結子会社となる。
- 2010年（平成22年）12月24日 - 上場廃止。
- 2010年（平成22年）12月29日 - 親会社であるngi group株式会社に吸収合併される[1]。